# Friedrich Bechtel

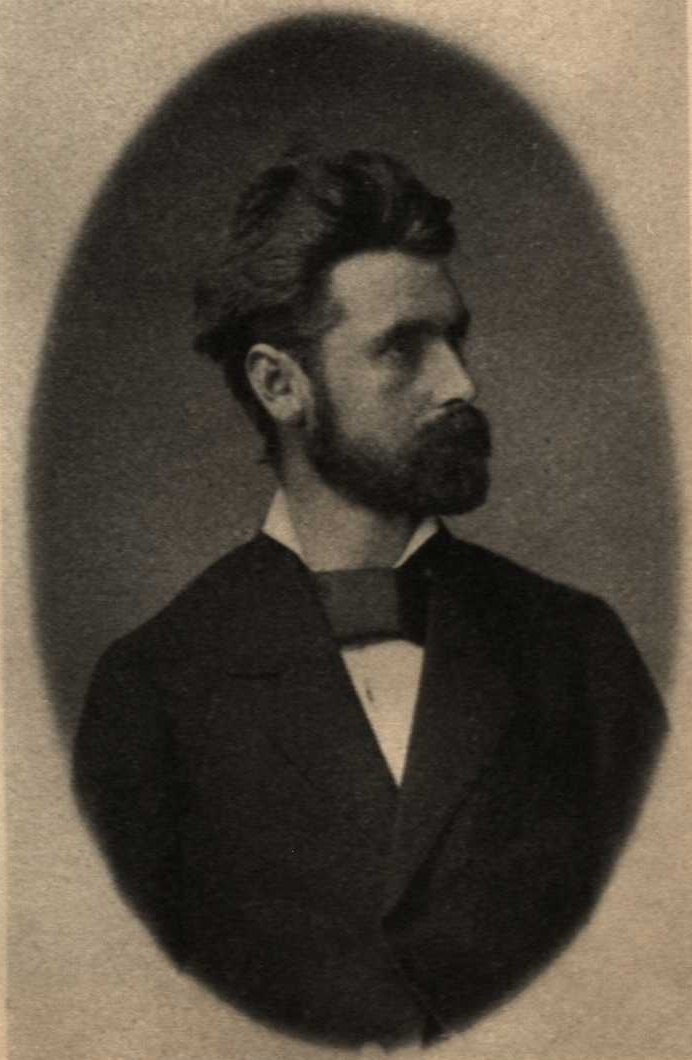
Friedrich Bechtel

Friedrich Bechtel (* 2. Februar 1855 in Durlach; † 9. März 1924 in Halle an der Saale) war ein deutscher Sprachwissenschaftler, der besonders die griechische Dialektologie erforschte.

## Herkunft
Friedrich Bechtel stammte aus einer Badener Pastorenfamilie. Seine Eltern waren Johann Friedrich Bechtel (1822–1911), evangelischer Dekan in Durlach und dessen Ehefrau Emilie Auguste Harrer (1824–1896), Tochter des Pfarrers in Allmannsweiler Georg Wilhelm Friedrich Harrer (* 1782) und der Louise Kaufmann.

## Leben
Er studierte zunächst Theologie und Philologie an der Universität Heidelberg. Nach seinem Umzug an die Universität Göttingen wandte er sich dem Studium der Sprachwissenschaft zu, die in Göttingen von Theodor Benfey, Adalbert Bezzenberger und August Fick vertreten wurde. Bereits 1876, im Alter von 21 Jahren, wurde Bechtel promoviert und zwei Jahre später habilitiert. Nebenbei arbeitete er als Redakteur der Göttingischen Gelehrten Anzeigen bei der Gesellschaft der Wissenschaften, die ihn 1882 zum Assessor ernannte.
Bechtel wirkte zwei Jahrzehnte lang als Dozent an der Universität Göttingen. 1884 wurde er zum außerordentlichen Professor ernannt. Zum Wintersemester 1895/1896 wechselte er als ordentlicher Professor an die Universität Halle, wo er als Nachfolger August Friedrich Potts den Lehrstuhl für Sprachwissenschaft innehatte. Er wurde Ehrenmitglied des Klassisch-Philologischen Vereins Halle im Naumburger Kartellverband. Ebenfalls 1895 wurde Bechtel zum korrespondierenden Mitglied der Göttinger Gesellschaft der Wissenschaften gewählt.
Bechtel beschäftigte sich mit sämtlichen indogermanischen Sprachen. Sein Schwerpunkt lag jedoch auf dem Griechischen und dessen Dialekten. Mit seinen umfangreichen Projekten Sammlung der griechischen Dialekt-Inschriften (vier Bände, Göttingen 1884–1915) und Die griechischen Dialekte (drei Bände, Berlin 1921–1924) schuf er Standardwerke der griechischen Sprachwissenschaft, die noch heute nicht ersetzt sind. Bechtel war auch Verleger von Arbeiten in der litauischen Sprache von Bartholomäus Willent, der im 16. Jahrhundert wirkte (Bartholomäus Willent’s litauische Übersetzung des Luther’schen Enchiridions und der Episteln und Evangelien, Göttingen, 1882).